# لاله واژگون خال‌خالی
لاله واژگون خال‌خالی(نام علمی: Fritillaria atropurpurea) نام یک گونه از سرده لاله واژگون است.